# Państwowy Instytut Wydawniczy
Państwowy Instytut Wydawniczy (PIW) (în traducere română Institutul Editorial de Stat) este o editură poloneză fondată în Varșovia de statul polonez după cel de-al Doilea Război Mondial, în 1946.
PIW este specializată în publicarea cărților de literatură, istorie, filosofie și științe sociale. 
Una din cele mai populare serii literare, publicate începând din anul 1968, Współczesna Proza (Proză Contemporană), include romane traduse ale unor scriitori străini renumiți (unii distinși cu Premiul Nobel) precum Umberto Eco, Gabriel García Márquez, Vladimir Nabokov, Isaac Bashevis Singer, Kurt Vonnegut și Günter Grass. 
Państwowy Instytut Wydawniczy publică, de asemenea, o populară serie de biografii ale unor personalitati, precum și lucrări enciclopedice. 
În anul 2011 președintele companiei era Rafał Skąpski.